# Lorenzo Bianchi
 (juillet 2024).
Si vous disposez d'ouvrages ou d'articles de référence ou si vous connaissez des sites web de qualité traitant du thème abordé ici, merci de compléter l'article en donnant les références utiles à sa vérifiabilité et en les liant à la section « Notes et références ».
Pour les articles homonymes, voir Bianchi.
Lorenzo Bianchi (1er avril 1899 – 13 février 1983) est né en Italie, à Corteno, près de Brescia est un évêque italien.

## Biographie
Il est ordonné prêtre de l'Institut pontifical pour les missions étrangères (PIME) le 23 septembre 1922 et arrive à Hong Kong le 13 septembre 1923.
En 1924, Bianchi travaille à Sai Kung, Nouveaux Territoires ; de 1925 à 1929 à Swa Bue, district de Hoi Fung ; de 1930 à 1941 (et pour une 2e fois de 1948 à 1949) il est le directeur du district de Hoi Fung. Il est nommé évêque coadjuteur de Hong Kong le 21 avril 1949, est consacré évêque titulaire de Choma (de) le 9 octobre 1949 et retourne à Hoi Fung. Il devient évêque le 3 septembre 1951 et, après sa libération de Chine, s'installe le 26 octobre 1952. Il démissionne le 30 novembre 1968 et est nommé évêque titulaire de Sorres jusqu'au 10 octobre 1976. Il retourne en Italie le 19 avril 1969 et y meurt le 13 février 1983.
Le Caritas Bianchi College of Careers (CBCC) à Hong Kong porte le nom de Bianchi.